# Julia Michalska
Julia Ludwika Michalska-Płotkowiak, née le 21 juillet 1985 à Kozienice, est une rameuse polonaise, en deux de couple.

## Biographie
Avec Magdalena Fularczyk, elles ont formé un équipage de deux de couple, qui a remporté le titre mondial en 2009.
Pour ses performances sportives, elle reçoit la croix de Chevalier (2009) de l'Ordre Polonia Restituta.

## Palmarès

### Jeux olympiques
- 2012 à Londres (Royaume-Uni)
  -  Médaille de bronze en deux de couple.

### Championnats du monde
- 2010 à Hamilton, (Nouvelle-Zélande)
  -  Médaille de bronze en deux de couple
- 2009 à Poznań, (Pologne)
  -  Médaille d'or en deux de couple avec Magdalena Fularczyk

### Championnats d'Europe
- 2010 à Montemor-o-Velho, (Portugal)
  -  Médaille d'argent en deux de couple
- 2008 à Marathon, (Grèce)
  -  Médaille d'argent en deux de couple